# X-DuckX
X-DuckX (Dos patos extremos en Hispanoamérica) es una serie de animación adulta francocanadiense creada por Jan Van Rijsselberge, que comenzó a emitirse en el año 2001. La serie fue estrenada en Latinoamérica en octubre de 2002 por el canal Fox Kids y en diciembre de 2003 se emitió en España por la señal TV3. Dirigida por François Reczulski en 2001, consta de 78 episodios. La música de la serie es compuesta por Dogstars & Deenice y se caracteriza por ser electrónica, acorde con los deportes extremos.

## Sinopsis
La serie presenta la vida de 2 patos, Geextah y Slax viven en un furgoneta modelo Kleinbus VW, les gustan mucho los deportes de riesgo, con monopatín y sobre todo se encuentran sus amigos JT Trash y Ariel.

## Personajes

### Geextah
Geextah es un pato exaltado y la cabeza del dúo de patos que protagoniza la serie. Es de carácter emocional y tiene un aire sospechoso, pero aun así es un poco más inteligente que su amigo Slax. El único punto común que comparten él y Slax, son su pasión por los deportes extremos y los sentimientos por su amiga Ariel. También le gusta la música Thrash Metal. Geextah, como Slax, ama el queso en las hamburguesas.

### Slax
Slax, al contrario que su amigo Geextah, es un poco más emocional y reflexivo, pero también muy torpe. Le contradice a menudo a su amigo sin importar el tema que se les oponga. En el dúo de patos les gusta innovar, modificar e inventar en los coches deportivos, ya veces lo hacen incorporando artillería.

### Ariel
Ariel es la mejor (y única) amiga de los patos. Tiene el pelo rubio. Ariel, a diferencia de Slax y Geextah, prefiere los deportes extremos de peligrosidad inferior y menos violentos, en algunos episodios trata de mostrarles qué deporte pueden practicar mejor los patos, pero siempre sin éxito.

### J.T. Thrash
Thrash es el peor enemigo de los patos. Tiene también el pelo rubio y es muy engreído. Trash sigue compitiendo en deportes extremos con Slax y Geextah pero no puede absolutamente de ninguna manera con ellos. Confía, rencoroso, de planear poder una venganza contra los patos porque sigue estando segundo en el podio.